# Región de Mayo-Kebbi Oeste
Mayo-Kebbi Oeste es una de las 23 regiones de Chad (Decretos n.º 415/PR/MAT/02 y 419/PR/MAT/02), y su capital es Pala. Se compuso de parte de la antigua prefectura de Mayo-Kebbi (subprefecturas de Pala y Léré).

## Subdivisiones
La región de Mayo-Kebbi Oeste está dividida en tres departamentos:
| Departamento | Capital | Subprefecturas                  |
| ------------ | ------- | ------------------------------- |
| Mayo-Binder  | Binder  | Binder, Mboursou, Mbraou, Ribao |
| Mayo-Dallah  | Pala    | Gagal, Lamé, Pala, Torrock      |
| Lac Léré     | Léré    | Tréné, Guégou, Lagon, Léré      |

## Demografía
La región tenía 324.910 habitantes en 1993.
Los grupos étno-lingüísticos principales son los Moundang, los Fulani y los Ngambay.

## Economía
Agricultura de subsistencia, la ganadería, la pesca y el cultivo del algodón.
- Datos: Q910393
- Multimedia: Mayo-Kebbi Ouest / Q910393